# La CIA mène la danse
Pour plus de détails, voir Fiche technique et Distribution.
La CIA mène la danse , parfois distribué avec le titre secondaire Le Gros Coup des sept hommes en or (Il grande colpo dei sette uomini d'oro), est une comédie d'espionnage italienne réalisée par Marco Vicario, sortie en 1966.
Il s'agit de la suite des Sept Hommes en or du même réalisateur, sorti l'année précédente.
Avec cinq millions de spectateurs, le film se place en 14e position du palmarès 1966-1967 des meilleurs entrées en Italie.

## Synopsis
(septembre 2023).
Le contenu est difficilement compréhensible vu les erreurs de traduction, qui sont peut-être dues à l'utilisation d'un logiciel de traduction automatique.
Aussi bien le patron Albert, surnommé le « Professeur », que la belle Giorgia et les sept hommes en or, viennent de démonter de manière élégante le grand coffre-fort de haute sécurité d'une banque. Mais pas de chance ! À la sortie d'un tunnel, le FBI et la CIA les attendent de pied ferme. Un gentlemen's agreement est conclu : le groupe met son expérience au service d'une mission d'État « top secrète ». Le Professeur annonce les conditions et le grand coup peut commencer. Il s'agit d'enlever un président (général barbu) d'un État latino-américain. Giorgia y parvient grâce à ses charmes et le Professeur détourne au passage un navire soviétique rempli d'or, contre la volonté de la marine des États-Unis. Une fois en possession des biens mal acquis et dans l'espoir de pouvoir se retirer définitivement pour mener une vie confortable grâce à ces revenus, aucun des membres n'est prêt à se débarrasser de l'or. À partir du moment où il n'y a pas de livraison[pas clair], une lutte commence de toutes parts pour mettre la main sur l'or. Cette fois-ci, le général barbu que les Américains ont laissé en liberté parce qu'il s'est réclamé des États-Unis alors qu'il était sous l'influence d'une drogue, est de la partie.

## Fiche technique
- Titre original italien : Il grande colpo dei sette uomini d'oro[1]
- Titre français : La CIA mène la danse (titre secondaire : Le Gros Coup des sept hommes en or) [2]
- Réalisateur : Marco Vicario
- Scénario : Marco Vicario
- Photographie : Ennio Guarnieri
- Montage : Nino Baragli
- Musique : Armando Trovajoli
- Décors : Carlo Egidi (it)
- Costumes : Gaia Romanini (it)
- Maquillage : Nilo Jacoponi
- Production : Marco Vicario
- Sociétés de production : Atlantica Cinematografica, Estela films
- Pays de production :  Italie
- Langue originale : italien
- Format : Couleur par Technicolor - 1,66:1 - Son mono - 35 mm
- Durée : 97 minutes
- Genre : comédie d'espionnage
- Dates de sortie :
  - Pays-Bas : 10 février 1966
  - Italie : 25 octobre 1966
  - France : 15 mai 1968

## Distribution
- Philippe Leroy : Albert, surnommé le Professeur
- Rossana Podestà : Giorgia
- Enrico Maria Salerno : le président (et général)
- Gastone Moschin : Adolf
- Maurice Poli : Alfred
- Manuel Zarzo : Alfonso
- Gabriele Tinti : Aldo
- Giampiero Albertini : August
- Dario De Grassi : Anthony
- Ennio Balbo : un officier soviétique
- José Torres : un officier révolutionnaire
- Jacques Herlin : un militaire à Cuenca
- Ignazio Spalla : un officier de marine
- Antonio Molino Rojo : le commandant du sous-marin